# 加利福尼亚柏木
加利福尼亚柏木（学名：Cupressus goveniana）为柏科柏木属下的一个种，只分布在美國加利福尼亚州沿岸。

## 扩展阅读
- 維基物種上的相關：加利福尼亚柏木

1. ↑  A. Farjon. . The IUCN Red List of Threatened Species 2011.   [November 29, 2013].